# Ottaviano Raggi

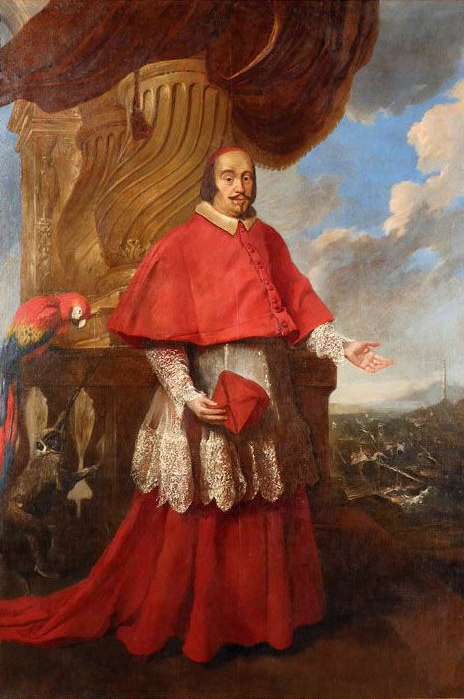
Ottaviano Kardinal Raggi (Portrait in Öl von Antonio Maria Vassallo and Mario Nuzzi, nach 1641)

Ottaviano Raggi (* 31. Dezember 1592 in Genua; † 31. Dezember 1643 in Rom) war ein italienischer Bischof und Kardinal.

## Biografie
Er wurde am 31. Dezember 1592 als Sohn von Giacomo, Senator der Republik seit dem 20. November 1625, und Girolama di Negro geboren. Ottaviano war Onkel des Kardinals Lorenzo Raggi.
Sein Studium schloss er an der Universität Genua in utroque iure ab und zog danach nach Rom an die Päpstliche Kurie. Am 19. November 1617 erfolgte seine Ernennung zum Apostolischen Protonotar und zwei Jahre später zum Referendar der Signatura di grazia und der Signatura di giustizia.
Papst Urban VIII. erhob ihn im Konsistorium vom 16. Dezember 1641 zum Kardinal. Seine Amtseinführung erfolgte am 10. Februar 1642 und er erhielt den Titel eines Kardinalpriesters von Sant’Agostino.
Seine Wahl zum Bischof von Aleria auf Korsika erfolgte am 12. Januar 1643, die Bischofsweihe spendete ihm am 1. Februar 1643 in der Basilika Santa Maria Maggiore Kardinal Giandomenico Spinola.
Ottaviano Raggi starb am 31. Dezember 1643 im Alter von 51 Jahren. Sein Grab befindet sich in der Kirche Il Gesù in Rom.